# Muzikanten dansen niet
Muzikanten dansen niet is het elfde studioalbum van de Nederlandse band De Dijk, uitgebracht in 2002.
De cd werd ter gelegenheid van het 20 jaar bestaan van de band uitgebracht in een gelimiteerde oplage, waarbij een gratis live EP werd aangeboden met nummers opgenomen door Radio 3FM op 8, 14 en 15 juni 2002 in Ahoy' Rotterdam en de Heineken Music Hall te Amsterdam.
Bij de nummers Ga in mijn schoenen staan en  Zoals nog nooit  is het gospelkoor Berget Lewis Gospeltrain te horen, bestaande uit: Berget Lewis, Patricia Balrak, Dèdre Twiss, Terence Esajas, Roger Happel.
Ga in mijn schoenen staan is een vertaling van  Walk a mile in my shoes, een nummer van Joe South uit 1969. Het nummer is vertaald door de formatie Concordia.
Mijn liefjes ogen is gemaakt naar een voorbeeld van het 130ste William Shakespeare sonnet (omstreeks 1600) dat begint met de regel; ‘My mistress eyes are nothing like the sun…’

## Nummers
| Nr. | Titel                       | Schrijver(s)                                                | Duur |
| --- | --------------------------- | ----------------------------------------------------------- | ---- |
| 1.  | Ga in mijn schoenen staan   | Joe South                                                   | 5:07 |
| 2.  | Wil je altijd van me houden | Nico Arzbach, Antonie Broek, Huub van der Lubbe             | 4:43 |
| 3.  | Muzikanten dansen niet      | Nico Arzbach, Antonie Broek, Huub van der Lubbe             | 4:53 |
| 4.  | Dansen in het duister       | Mike Booth, Huub van der Lubbe                              | 6:00 |
| 5.  | Beter dan ooit              | Nico Arzbach, Antonie Broek, Huub van der Lubbe             | 4:33 |
| 6.  | In Nederland                | Hans van der Lubbe, JB Meyers, Huub van der Lubbe           | 3:09 |
| 7.  | Dat zou mooi zijn           | Nico Arzbach, Roland Brunt, Huub van der Lubbe              | 3:20 |
| 8.  | Niemand Weet                | Pim Kops, Huub van der Lubbe                                | 3:15 |
| 9.  | November                    | Pim Kops, Huub van der Lubbe                                | 2:49 |
| 10. | Mijn liefjes ogen           | Pim Kops, hans van der lubbe, JB Meyers, Huub van der Lubbe | 4:37 |
| 11. | Zoals nog nooit             | Hans van der Lubbe, Antonie Broek, Huub van der Lubbe       | 5:24 |